# Stymulanty & Empatogeny
Stymulanty & Empatogeny – polska krótkometrażowa komedia filmowa z 2024 roku w reżyserii Mateusza Pacewicza na podstawie autorskiego scenariusza. Jest to debiut reżyserski Pacewicza, znanego dotąd ze scenariuszy do filmów Boże Ciało (2019) i Sala samobójców. Hejter (2020) Jana Komasy.

## Fabuła
Osiemnastoletni Antek, cichy młodzieniec z bogatej rodziny, namawia swojego rówieśnika – handlarza narkotyków Kubę – na spotkanie w swojej willi, tłumacząc to kolejną transakcją mefedronu, a w istocie z powodu zauroczenia miłosnego. Kuba jednak sam przybywa z misją: jego ojciec i brat podejrzewają, że Antek odsprzedaje z zyskiem kupowane od Kuby narkotyki.

## Obsada
Źródło: FIlmpolski.pl
- Michał Murawski – Antek Pelc-Jabłonowski
- Gracjan Kosyl – Kuba Szpak
- Anita Sokołowska – Róża Jabłonowska-Pelc, matka Antka
- Grzegorz Małecki – Marek Pelc, ojciec Antka
- Andrzej Konopka – Piotr Szpak, ojciec Kuby
- Jan Kowalewski – Kamil Szpak, brat Kuby

## Nagrody
| Rok  | Festiwal/instytucja                                      | Nominacja                                                                           | Wynik      |
| ---- | -------------------------------------------------------- | ----------------------------------------------------------------------------------- | ---------- |
| 2024 | Warszawski Festiwal Filmowy                              | Nagroda Publiczności                                                                | 2. miejsce |
| 2024 | Festiwal „Kamera Akcja”                                  | Nagroda Publiczności                                                                | Wygrana    |
| 2024 | Międzynarodowy Festiwal Filmów Młodego Widza „Ale Kino!” | Nagroda Jury Młodych dla najlepszego filmu krótkometrażowego dla młodzieży „Marcin” | Wygrana    |
| 2024 | Międzynarodowy Festiwal Filmów Młodego Widza „Ale Kino!” | Nagroda Młodych Krytyków Kamera Akcja                                               | Wygrana    |
| 2025 | Lubuskie Lato Filmowe                                    | Złote Grono w kategorii krótkich filmów fabularnych                                 | Wygrana    |